# Greta libethris
Greta libethris är en fjärilsart som beskrevs av Felder 1865. Greta libethris ingår i släktet Greta och familjen praktfjärilar. Inga underarter finns listade i Catalogue of Life.